# Calocosmus fulvicollis
Calocosmus fulvicollis là một loài bọ cánh cứng trong họ Cerambycidae.